# Jednotné ideografické rozšíření CJK B
Jednotné ideografické rozšíření CJK B je blok Unicode, který pokrývá řídké a historické znaky z čínštiny, japonštiny, korejštiny a vietnamštiny (z jmen prvních tří je odvozena zkratka CJK, z které název bloku vychází). Je součástí doplňkové ideografické roviny, tedy roviny číslo 2. Pokrývá rozsah U+20000..U+2A6DF, tedy délky 42 720 znaků, z nichž jsou ve verzi 13.0 přiděleny všechny kromě dvou rezervovaných (původně bylo zavedeno ve verzi 3.1, v které jich bylo přiděleno o sedm méně).
Starší verze Unicode, omezené na 65536 znaků, zahrnuly pouze ty znaky CJK, které byly považovány za používané. Po zavedení rovin, které umožnilo rozšířit standard o statisíce dalších znaků, bylo možné zahrnout do Unicode i starší a vzácné znaky, k čemuž podaly podněty Čínská lidová republika, Čínská republika, Japonsko, Korea, Vietnam, Hongkong a Macao. Do Unicode se tak dostaly například znaky specifické pro říši Jüan nebo znaky specifické pro chữ Nôm, historický zápis vietnamštiny založený na čínských znacích.
Rozšíření bylo zpětně kritizována pro určitou nedbalost, neboť šest glyfů bylo omylem přiřazeno dvakrát a další dva v podstatě představují variantu glyfů zahrnutých už základní sadě.